# Arnold Zähringer
Arnold Zähringer (* 9. Mai 1869 in Furtwangen; † 5. November 1942 in Stuttgart) war ein deutscher Techniker und Betriebsleiter bei Robert Bosch in Stuttgart. Er war der Erfinder des Magnetzünders für schnell laufende Motoren, des damals so genannten Drehhülsen-Magneto.

## Berufliches Leben und die Magnetzündung
Nach Abschluss einer Mechanikerlehre trat Arnold Zähringer im November 1888 in die 1886 von Robert Bosch gegründete „Robert Bosch – Werkstätte für Feinmechanik und Elektrotechnik“, Rotebühlstraße 75 B in Stuttgart, ein. 
Nach einem Intermezzo u. a bei Siemens kehrte er nach rd. 15 Monaten (10. August 1890) zur Firma Bosch zurück. 
Robert Bosch wusste, dass er Arnold Zähringer sein Unternehmen anvertrauen konnte, wenn er auf Kunden-Besuch war. Die Belegschaft bestand außer Zähringer aus insgesamt 10 Mann, bestehend aus 6 Gehilfen, zwei Lehrlingen, u. a. Gottlob Honold (der spätere Direktor) und zwei Hausdienern. 
Seit 1890 tüftelte Arnold Zähringer auch an der Motor-Zündung, um Verbesserungen für schnell laufende Motoren zu erreichen. Sein Ziel war es, eine alltagstaugliche Zündung für schnell laufende Kraftfahrzeug-Motoren herzustellen. 1892 erlitt die Firma, die mittlerweile „Mechanische Werkstätte und Institut für Elektrotechnik“ hieß, einen bösen Rückschlag. Von insgesamt 24 Leuten und einem Lehrling musste Robert Bosch schweren Herzens 22 Beschäftigte entlassen. Bleiben konnten nur der Mechaniker Richard Schyle, Arnold Zähringer und der Lehrling Gottlob Honold. Bald kamen mehr Aufträge und es wurden wieder Leute eingestellt. In der Hinterhaus-Werkstatt für Feinmechanik und Elektrotechnik im neuen Standort Stuttgart wurde von Zähringer alles Mögliche ausprobiert und es durfte auch der neue Lehrling Max Rall dabei behilflich sein. 
Am 6. September 1896 gab es ein Fest, denn die normale Magnetzünder-Fertigung für langsam laufende stationäre Verbrennungsmotoren hatte sich ab 1887 ganz allmählich von 42 auf 1.000 Magnetzünder gesteigert. Dieser Zünder-Typ „6“ wurde an die Firma Körting in Körtingsdorf in der Nähe von Hannover geliefert. Bei diesem Niederspannungs-Apparat handelte es sich noch um einen Magnetzünder mit pendelndem Anker, der etwa 100 Umdrehungen pro Minute erreichte. Robert Bosch nahm die Fertigstellung vom 1.000. Zündapparat zum Anlass, mit 13 Mitarbeitern der 16 Mann starken Belegschaft einen Ausflug nach Geradstetten zu unternehmen.
Andere Zündungen gab es schon, wie u. a. die sehr brandgefährliche Glührohrzündung von Gottlieb Daimler und die Hochspannungs-Batteriezündung von Jean Josef Etienne Lenoir, auch „Summerzündung“ genannt, die derzeit nur wenige Dutzend Kilometer Aktionsradius erlaubten. Bei den von Hand angeworfenen Automobilen bewegte sich der Motor natürlich nur langsam und ebenso der Anker des Magnetzünders. Die Folge war ein relativ schwacher Funke, der zur Zündung des Kraftstoffgemisches nicht immer ausreichte.
Der Durchbruch mit dem Magnetzünder gelang 1896 durch die Entwicklungsarbeit von Arnold Zähringer, der mit den damals üblichen Niederspannungs-Magnetzündern endlich über 1000 Drehzahlen pro Minute ermöglicht hatte. Zähringer hatte anstelle vom pendelnden gewickelten Anker zwischen Magneten im Doppel-T-Anker, der mit einer Drahtwicklung versehen war und der 1919 die Bosch-Bildmarke wurde, eine drehende Metallhülse gelegt, durch die der Anker zwischen den Magneten in Ruhestellung bleiben konnte (DRP 99399). Somit konnten nun höhere Umdrehungen für schnell laufende Verbrennungsmotoren durch den Abschnappzünder erreicht werden, so dass ein Einbau im Automobil beginnen konnte. Der Schwachpunkt der Konstruktion von Zähringer blieb jedoch weiterhin das komplizierte Abreißgestänge. Um den Zündfunken im Verbrennungsraum zu erzeugen, wurde dieses Gestänge benötigt und musste für jeden Motor neu konstruiert werden, weil es wartungsintensiv und störanfällig war.
Den ersten Versuch mit einem Magnetzünder im Kraftfahrzeug musste der Bosch-Lehrling Max Rall im Jahre 1897 bei einer Probefahrt bewerkstelligen. Mit einem Kraftfahrzeug, der Beeston-Voiturette (einer britischen Kopie des De Dion-Bouton-Dreirads, aber mit Glührohrzündung), das vom englischen Bosch-Vertreter Frederic R. Simms nach Stuttgart geliefert wurde, der auch den Auftrag stellte, sollte die genaue Drehzahl des Motors ermittelt werden. Die bisherigen Zündungen lieferten höchstens 200 Funken pro Minute und der kleine Beeston-Motor erreichte nun 600 Umdrehungen, wobei eine entsprechende Zahl von 300 Zündfunken benötigt wurde.
Diese von Arnold Zähringer angewiesene Probefahrt endete mit einem glimpflich verlaufenen Unfall. Max Rall, der spätere Direktor der Robert Bosch GmbH, hatte den ersten erfolgreichen Versuch mit einem eingebauten Bosch-Magnetzünder in einem Kraftfahrzeug unternommen und markierte einen Meilenstein in der Bosch- und Automobil-Geschichte. Die sogenannte Erfindung von Zähringer, die er eigentlich nur weiterentwickelt hatte, wurde für Bosch patentiert und konnte ab 1898 erfolgreich als „Bosch-Abreißzündung“ vermarktet werden. Im Jahr 1897 war die Werkstatt schon wieder zu klein und zog ab 1897 (bis 1901) in die Kanzleistraße 22 und die Firma nannte sich jetzt „Elektrotechnische Fabrik“. 
Gottlieb Daimler hatte dann ab Herbst 1898 seine in der Daimler-Motoren-Gesellschaft (DMG) hergestellten Phönix-LKW mit einer neuen Bosch Niederspannungs-Magnetzündung angeboten. Das Nutzfahrzeug von Daimler konnte schon im Juli 1898 fünf Tage lang in den österreichischen Tiroler Alpen erprobt werden.
Robert Bosch konnte im Jahr 1900 in der Militärstraße ein eigenes Grundstück, das an der Hoppenlaustraße angrenzte, mit Haus erwerben. Das wurde seine erste eigene Fabrik. 1901 verlegte Robert Bosch sein Unternehmen in sein erstes eigenes Fabrikgebäude, das er in der Stuttgarter Hoppenlaustraße neu erbaut hatte. Dort wurden in dem Jahr die weiteren Entwicklungen der Niederspannungs-Magnetzündung mit dem umlaufenden Anker unter der Leitung von Zähringer getätigt und im Jahr 1901 die umlaufende Hülse fertig. Bis zum Jahr 1900 hatte Zähringer mit Robert Bosch schon 12 verschiedene Magnetzündermodelle entwickelt, womit rund 295.000 Reichsmark Umsatz gemacht wurde.
Im Sommer 1901 beauftragte Robert Bosch dann Gottlob Honold, der gerade bei ihm Ingenieur geworden war, mit der Konstruktion einer Magnetzündung ohne Abreißgestänge, und nach wenigen Monaten präsentierte Honold seinen verbesserten Magnetzünder als Hochspannungsmagnetzündung, auch „Lichtbogenzündung“ genannt. 1902 wurde die Magnet-Hochspannungszündung mit einer tauglichen Zündkerze, die nun mechanische Teile insbesondere im Brennraum reduzierte und noch höhere Drehzahlen der Motoren ermöglichte, vorgestellt. Am 24. September lieferte Bosch den ersten Hochspannungs-Magnetzünder an die Daimler-Motoren-Gesellschaft.
Zähringer arbeitete als Betriebsleiter weiter an den Forderungen der Motorkonstrukteure mit und konnte so bis 1913 weitere Entwicklungen mit bewirken, die u. a. zum Bosch-Scheinwerfer und zur Lichtmaschine für die Speisung der Starterbatterie als Stromspeicher, des Reglerschalters zur gleichmäßigen Batterieaufladung, des Ölers als Motor-Schmierpumpe, der Rückleuchten, Positionsleuchten und der Nebellampen führten. Als schließlich 1914 auch bei Bosch ein elektrischer Anlassmotor zum Anwerfen von Kraftfahrzeug-Motoren fertig wurde, musste Zähringer noch im selben im Frühjahr aus gesundheitlichen Gründen aus dem Unternehmen ausscheiden. Offiziell verließ er die Firma „Elektrotechnische Fabrik Robert Bosch“ mit den mittlerweile über 4.000 Beschäftigten am 31. Dezember. Nach seiner Genesung wechselte Zähringer zur Firma Grossag in Schwäbisch Hall und erwarb dort 49 % der Firmen-Anteile. 
Arnold Zähringer hatte mit dem ersten brauchbaren „Magnetzünder für Automobile“ als Schlüsselprodukt den Anfang gemacht, dass Bosch ein internationaler Konzern als Autozulieferer wurde.